# Cyrtandropsis ledermannii
Cyrtandropsis ledermannii är en tvåhjärtbladig växtart som beskrevs av Rudolf Schlechter. Cyrtandropsis ledermannii ingår i släktet Cyrtandropsis och familjen Gesneriaceae. Inga underarter finns listade i Catalogue of Life.